# Епископ липљански Доситеј
Доситеј (световно Милан Радивојевић; Љиг, 5. март 1971) је викарни епископ липљански Српске православне цркве, викар Патријарха српског и старешина Вазнесењске цркве у Београду. Обавља дужност војног епископа при војсци Републике Србије.

## Биографија
Епископ Доситеј (Радивојевић) рођен је у Љигу 5. марта 1971. године од оца Мирослава Радивојевића (ковача) и мајке Наде (домаћице), девојачко Тошнић. Детињство је провео у селу Славковица, а основну школу завршио је у Љигу 1986. године. После основне школе завршава Војну гимназију у Београду 1990. године.
Током школовања у Војној гимназији често посећује Манастир Ваведење који се налази у непосредној близини школе, и ту прима основна сазнања о монашком животу. Након завршене Војне гимназије у Београду, даље школовање наставља на Војној академији Ратног ваздухопловства и противваздушне одбране у Рајловцу код Сарајева, а због ратних дешавања Војна академија је премештена у Београд, где и наставља даље школовање. Током школовања 1990-их посећивао је старца Тадеја у манастиру Витовници.
Звање официра у чину потпоручника стиче дипломирањем на Војној академији 1995. године, и започиње официрску службу у Краљеву. Током службовања у краљевачком 450. ракетном пуку веома често одлази на богослужења у Манастир Жичу. Након три године официрске службе стиче чин поручника, а убрзо потом напушта службовање у војсци и одлази у Манастир Хиландар на Свету Гору 1998. године.
Братству Српске Царске Лавре Немањића, манастира Хиландара, приступа 18. децембра 1998. године у својству искушеника, а монашки постриг прима на празник Рождества Пресвете Богородице 2000. године. У монаштву пролази манастирска послушања црквењака, олтарника, просфорара, трпезарца, манастирског пчелара, гостопримца, библиотекара и ризничара.
По благослову Сабора стараца манастира Хиландара започиње ванредно студије на Богословском факултету у Београду које завршава 2005. године. Након завршених основних студија, по благослову Сабора стараца, уписује постдипломске студије на Богословском факултету Аристотеловог универзитета у Солуну. Магистарски рад из области догматике на тему Име Божије у руској теологији ХХ века, под руководством професора Хризостома Стамулиса успешно је одбранио јануара 2010. године у Солуну.
Рукоположење у чин јерођакона извршио је владика жички Хризостом Столић на Сретење у Хиландару 2009. године, а рукоположење у чин јеромонаха извршио је владика ваљевски Милутин Кнежевић на празник Ваведења Пресвете Богородице 2010. године у Хиландару. Српски официри организовано посећују Манастир Хиландар од 2002. године, а по благослову игумана, у то време, монах Доситеј бива задужен за пријем и рад са групама официра, кадета Војне академије и ученика Војне гимназије.
На позив и по благослову Његове светости патријарха српскога Г. Иринеја Гавриловића, а по благослову игумана манастира Хиландара архимандрита Методија Марковића, током 2010. године почиње да се ангажује на испомоћи тадашњем епископу за војску еп. Порфирију Перићу на увођењу свештеничке службе у Војсци Србије. После потписивања Споразума између СПЦ и Војске Србије и почетка његове примене, јеромонах Доситеј се враћа у Манастир Хиландар.
Крајем јануара 2019. године по благослову игумана Хиландра и Сабора стараца Манастира Хиландара прелази у Епархију шумадијску СПЦ, где бива постављен за настојатеља Манастира Светог Ђорђа у Ћелијама, а да по речима хиландарског игумана архимандрита Методија: «Пламен који је понео са Свете Горе не задржи само за себе, него да се тај пламен разгори и у срцима оних који буду долазили у обитељ Светог великомученика Георгија у Ћелијама.
10. децембра 2022. године у Саборном храму Светог архангела Михаила у Београду наречен за Епископа липљанског, викара Патријарха српског.
11. децембра 2022. године у Спомен-храму Светог Саве на Врачару рукоположен је за епископа Епископа липљанског, викара Патријарха српског.

## Епископ
Свети архијерејски сабор Српске православне цркве га је на свом редовном мајском заседању 21. маја 2022. године изабрао за викарног епископа липљанскога.
Хиротонисан је у чин епископа за 11. децембра 2022. у Храму Светог Саве у Београду. Чин наречења био је претходног дана у Саборној цркви у Београду.

## Занимљивости
Доситеј Хиландарац, викарни владика липљански и војни каже да је Хиландар раније имао само једно возило, трактор, којег су звали Јованка, јер га је Јованка Броз поклонила Хиландару. Он је на том трактору довезен до Хиландара, при свом првом доласку, у децембру 1998., уочи Светог Николе.